# Акропол
Тази страница е за общото значение на думата акропол. За Акропола в Атина вижте Акропол (Атина)
Акропол (от старогръцки – άκρος, акрос – връх и πόλις, полис – град) е термин, използван предимно в археологията, за да се обозначи крепостното съоръжение на град или друго селище в Античността или Средновековието, което обикновено е разположено в горната му част. Като синоним може да се използва „горен град“.